# Furieux (1883)

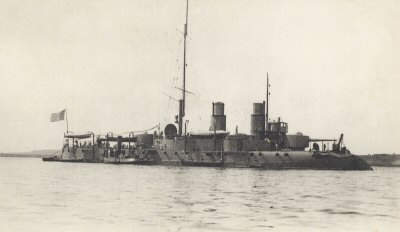
Фотографія Furieux

Furieux ((фр.) «Фюр'є́», букв. — «Ярий, Лютий»)— броненосець берегової оборони. Задумувався як третій брустверний монітор типу «Тоннер», але конструкцію корабля суттєво змінили, аби він міг успішно протистояти новим німецьким броненосцям типу «Заксен». Він був добудований як барбетний броненосець. Спущений на воду у 1877 році, він був добудований у 1882 році та виключений зі списків флоту у 1908 році.

## Конструкція
У порівнянні з моніторами, на основі конструкції яких він мав бути побудований, у «Фюр'є» суттєво зросло бронювання, а також зріс головний калібр з 274 до 340 міліметрів. Найбільш помітною зміною стало рознесення гармат головного калібру на ніс та корму, а також розміщення їх не у баштах, а в барбетах.

## Історія
Побудова броненосця «Фюр'є» розпочалася в арсеналі міста Шербур у січні 1875 року. Він спущений на воду у серпні 1877 року потім добудовується до 1882 року. Призначений для захисту французького узбережжя, він служив плавучим складом для торпед у кінці 1890-х років. Остаточно він був викреслений зі списків флоту у 1908 році.